# Deferoksamina
Deferoksamina (łac. Deferoxaminum) – organiczny związek chemiczny, lek stosowany w przedawkowaniu żelaza, chelatujący o dużym powinowactwie do jonów żelaza i glinu. Związek ten nie wchłania się z przewodu pokarmowego. Biologiczny okres półtrwania w pierwszej fazie wynosi ok. 1 godziny, w fazie drugiej 6 godzin.

## Wskazania
- ostre zatrucie żelazem
- leczenie nadmiaru żelaza w organizmie
- rozpoznawanie poziomu żelaza i glinu w ustroju
- zatrucie glinem
- schorzenia układu kostnego zależne od glinu
- niedokrwistość

## Przeciwwskazania
- nadwrażliwość na lek
- niewydolność nerek

## Działania niepożądane
- skórne reakcje alergiczne i podrażnienia w miejscu podania
- zmiany w obrazie krwi
- ból brzucha
- nudności
- wymioty
- bóle i zawroty głowy
- zaburzenia wzroku i słuchu
- zaburzenia czynności wątroby i nerek
- obniżenie ciśnienia krwi
- bóle mięśni i stawów

## Preparaty
- Desferal – proszek do sporządzania roztworu do wstrzykiwań 0,5 g

## Dawkowanie
Dawkę i częstotliwość przyjmowania leku ustala lekarz. Zwykle doustnie stosuje się w stężeniach 5-10%. Iniekcje podskórne lub domięśniowe wykonuje służba zdrowia w dawkach zależnych od stanu chorego.